# Apostolisch vicariaat Aguarico
Het apostolisch vicariaat Aguarico (Latijn: Vicariatus Apostolicus Aguaricoënsis) is een rooms-katholiek apostolisch vicariaat met als zetel Puerto Francisco de Orellana, in Ecuador. De naam van het apostolisch vicariaat is afgeleid van de rivier Aguarico. Het apostolisch vicariaat is vrijgesteld en valt als immediatum direct onder de Heilige Stoel, zonder te behoren tot een kerkprovincie. Alle prefecten en vicarissen tot heden (2024) waren lid van de Franciscanen. 

## Geschiedenis
Het apostolisch vicariaat werd opgericht op 16 november 1953, als de apostolische prefectuur Aguarico, uit delen van apostolisch vicariaat Napo. Op 2 juli 1984 werd het verheven tot apostolisch vicariaat. 

## Parochies
Het apostolisch vicariaat had in 2020 een oppervlakte van 20.000 km2 en telde 169.446 inwoners waarvan 83,7% rooms-katholiek was.

## Ordinarii

### Prefecten
- Igino Gamboa Satrustegui (30 maart 1954 - 1965)
- Alejandro Labaca Ugarte (22 januari 1965 - 26 juni 1970)
- Jesús Langarica Olagüe (26 juni 1970 - 1982)

### Apostolisch vicarissen
- Alejandro Labaca Ugarte (2 juli 1984 - 2 juli 1987)
- Jesús Esteban Sádaba Pérez (22 januari 1990 - 2 augustus 2017)
- José Adalberto Jiménez Mendoza (2 augustus 2017 - heden)